# Шумський Дмитро Петрович
Дмитро Петрович Шумський (народився 14 листопада 1988 у м. Мінську, СРСР) — білоруський хокеїст, захисник. Виступає за ХК «Могильов» у Білоруській Екстралізі. 
Виступав за «Юніор» (Мінськ), «Юність» (Мінськ), «Керамін» (Мінськ).
У складі національної збірної Білорусі провів 2 матчі. У складі молодіжної збірної Білорусі учасник чемпіонатів світу 2007 і 2008 (дивізіон I). У складі юніорської збірної Білорусі учасник чемпіонату світу 2006.